# (7544) Типографиянаука
(7544) Типографиянаука (лат. Tipografiyanauka) — типичный астероид главного пояса, открыт 26 октября 1976 года советским астрономом Тамарой Смирновой в Крымской астрофизической обсерватории и 20 марта 2000 года назван в честь старейшей типографии Издательства «Наука».

## Обнаружение и именование
(7544) Типографиянаука
Открыт 26 октября 1976 года в Крымской астрофизической обсерватории Т. М. Смирновой.
Старейшая типография Российской академии наук носит название “Наука”. Была основана в 1727 году в Санкт-Петербурге.
Оригинальный текст (англ.)7544 Tipografiyanauka
Discovered 1976 Oct. 26 by T. M. Smirnova at the Crimean Astrophysical Observatory.
The oldest printing-house (tipografiya in Russian) of the Russian Academy of Sciences bears the name “Nauka” (science). It was founded in 1727 in St. Petersburg.
Источники: 20000320/MPCPages.arc; M.P.C. 39650.

## Орбита

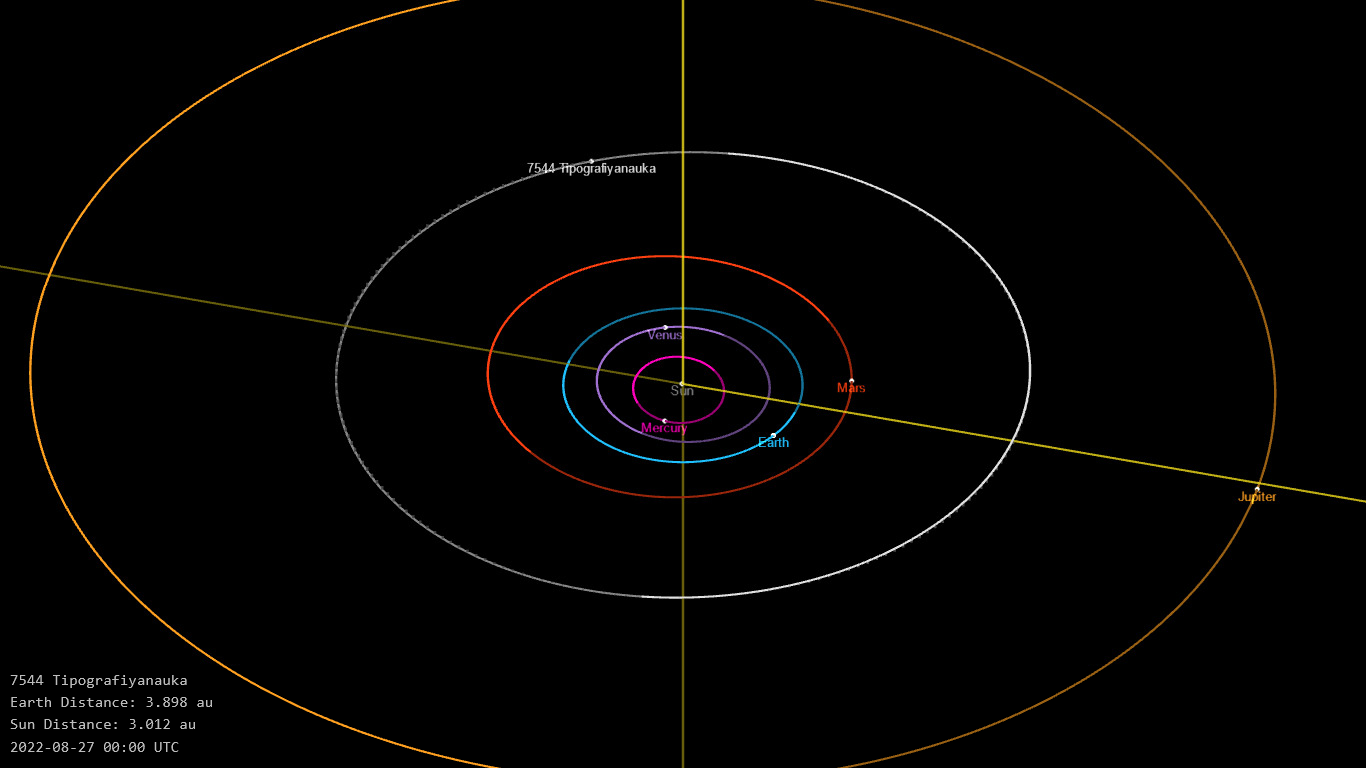
Орбита астероида Типографиянаука и его положение в Солнечной системе

## Физические характеристики
Из наблюдений системы Asteroid Terrestrial-impact Last Alert System следует, что астероид относится к таксономическому классу S.
По результатам наблюдений в видимом и ближнем инфракрасном диапазоне космического телескопа NEOWISE диаметр астероида оценивался равным 8,254±0,163 км. Согласно тем же источникам альбедо оценивается как 0,2156±0,0369 и 0,216±0,037.